# (5115) Frimout
(5115) Frimout es un asteroide perteneciente al cinturón de asteroides, descubierto el 13 de febrero de 1988 por Eric Walter Elst desde el Observatorio de La Silla, Chile.

## Designación y nombre
Designado provisionalmente como 1988 CD4. Fue nombrado Frimout en honor al primer astronauta belga Dirk Frimout. El día 24 de marzo de 1992 entró en órbita con sus colegas estadounidenses a bordo del transbordador espacial Atlantis. Es miembro de BIRA, el Instituto Belga de Aeronomía Espacial de Uccle. El propósito principal de este vuelo fue el estudio de la capa de ozono.

## Características orbitales
Frimout está situado a una distancia media del Sol de 3,019 ua, pudiendo alejarse hasta 3,423 ua y acercarse hasta 2,615 ua. Su excentricidad es 0,133 y la inclinación orbital 8,667 grados. Emplea 1916,25 días en completar una órbita alrededor del Sol.

## Características físicas
La magnitud absoluta de Frimout es 12,1. Tiene 14 km de diámetro y su albedo se estima en 0,115.